# زایش

زایش زن

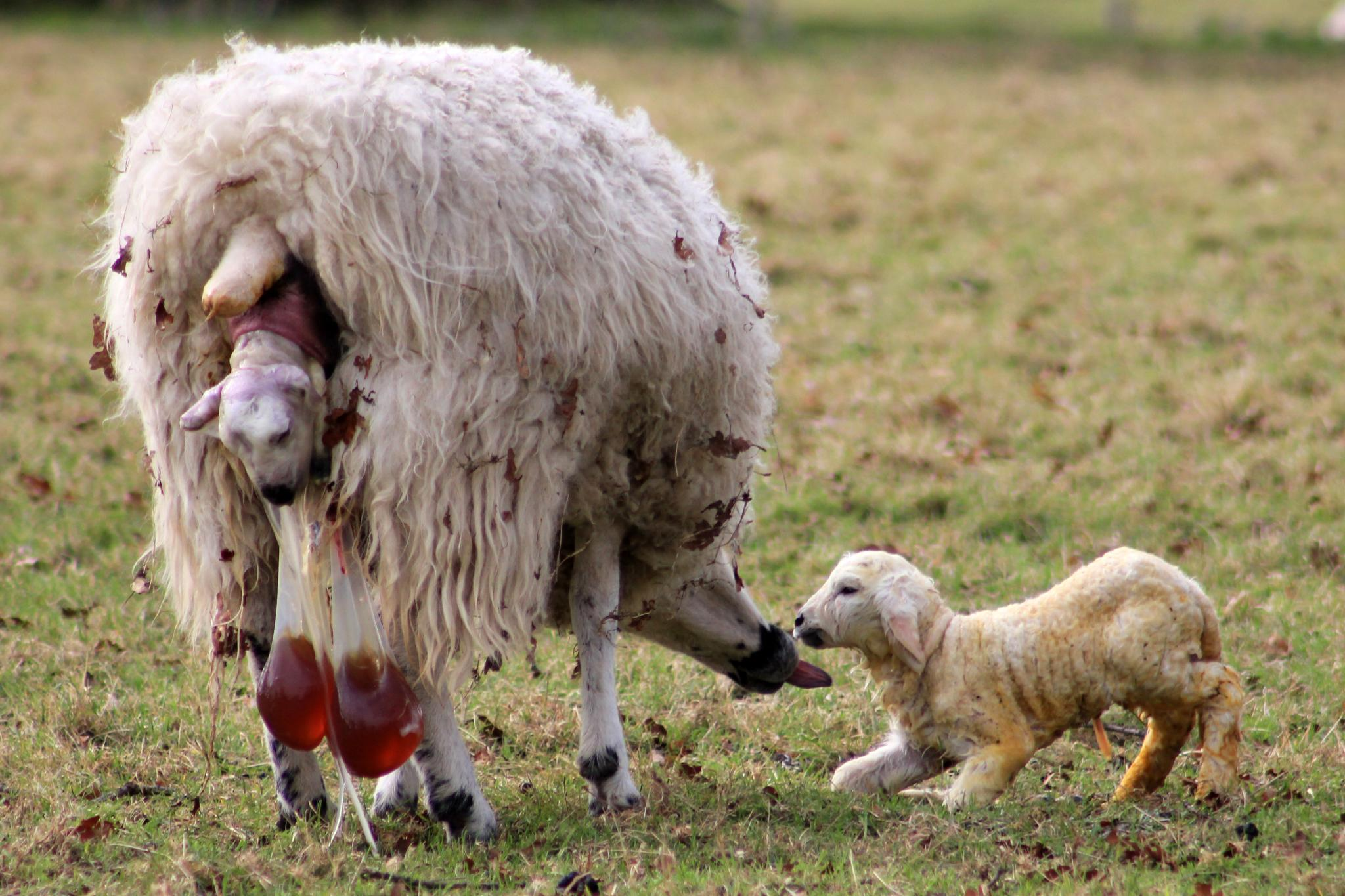
یک گوسفند در حال زایش

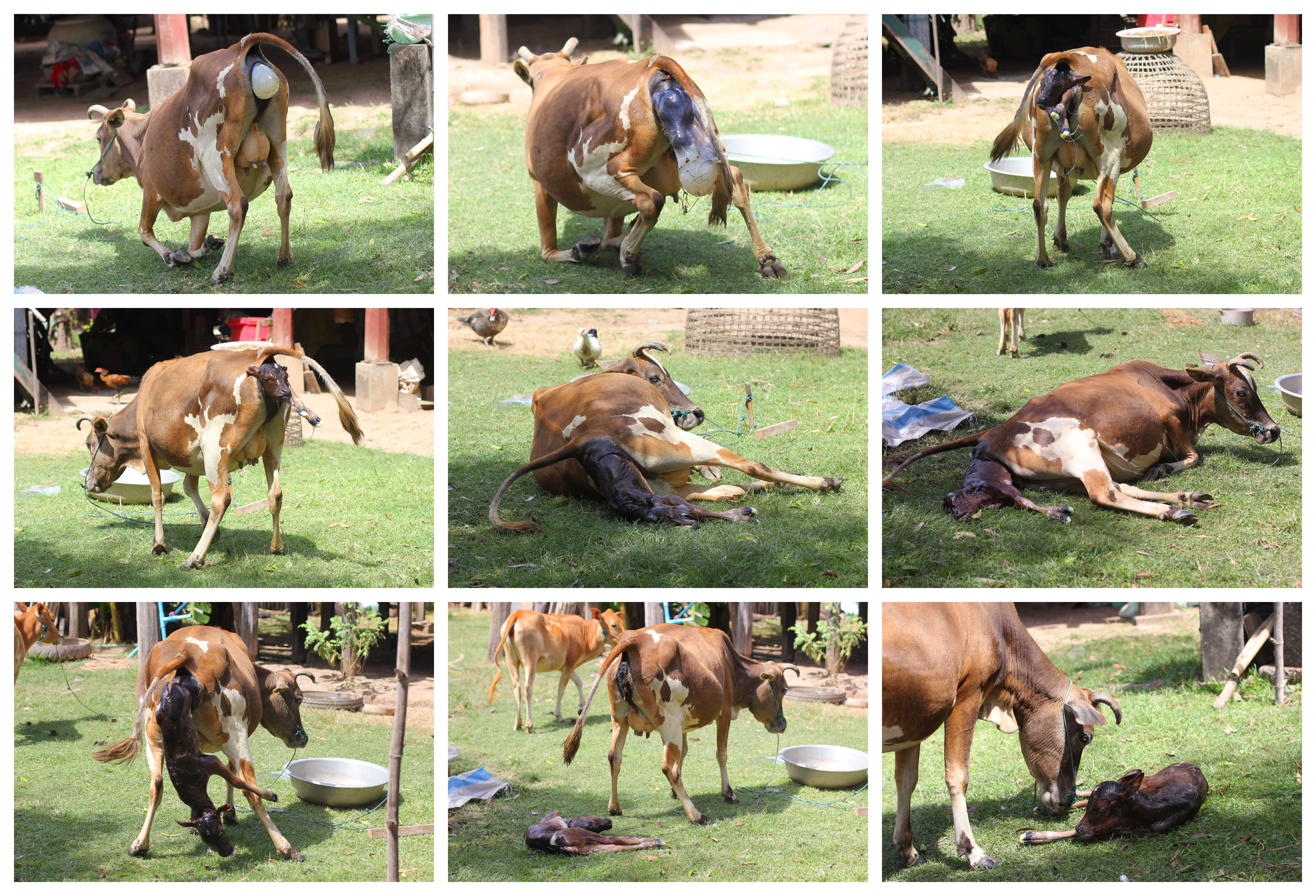
مراحل زایش یک گاو

زایش، زادن یا تولد (به انگلیسی: birth)، در آدمیان و جانوران، کنش یا فرایندِ زاییدن یا به بار آوردن فرزند به‌دست مادر است. گونه‌های گوناگون زایش دربرگیرندهٔ تخم‌گذاری، زنده‌زایی، و تخم‌زنده‌زایی هستند.
هنگام زایش، آغاز زندگانی در جانداران زنده است. روی‌هم‌رفته، زایش برای یک جاندار، هنگامی است که از زهدان (در پستانداران)، یا تخم (در خزندگان، پرندگان، دوزیستان، حشرات و بیش‌تر ماهی‌ها)، بیرون می‌آید.